# Тешемье
Те́шемье (бел. Цешам'е) — посёлок в составе Черноборского сельсовета Быховского района Могилёвской области Республики Беларусь.

## Население
- 2010 год — 3 человека